# Fusillade de 2023 à la frontière entre l'Égypte et Israël

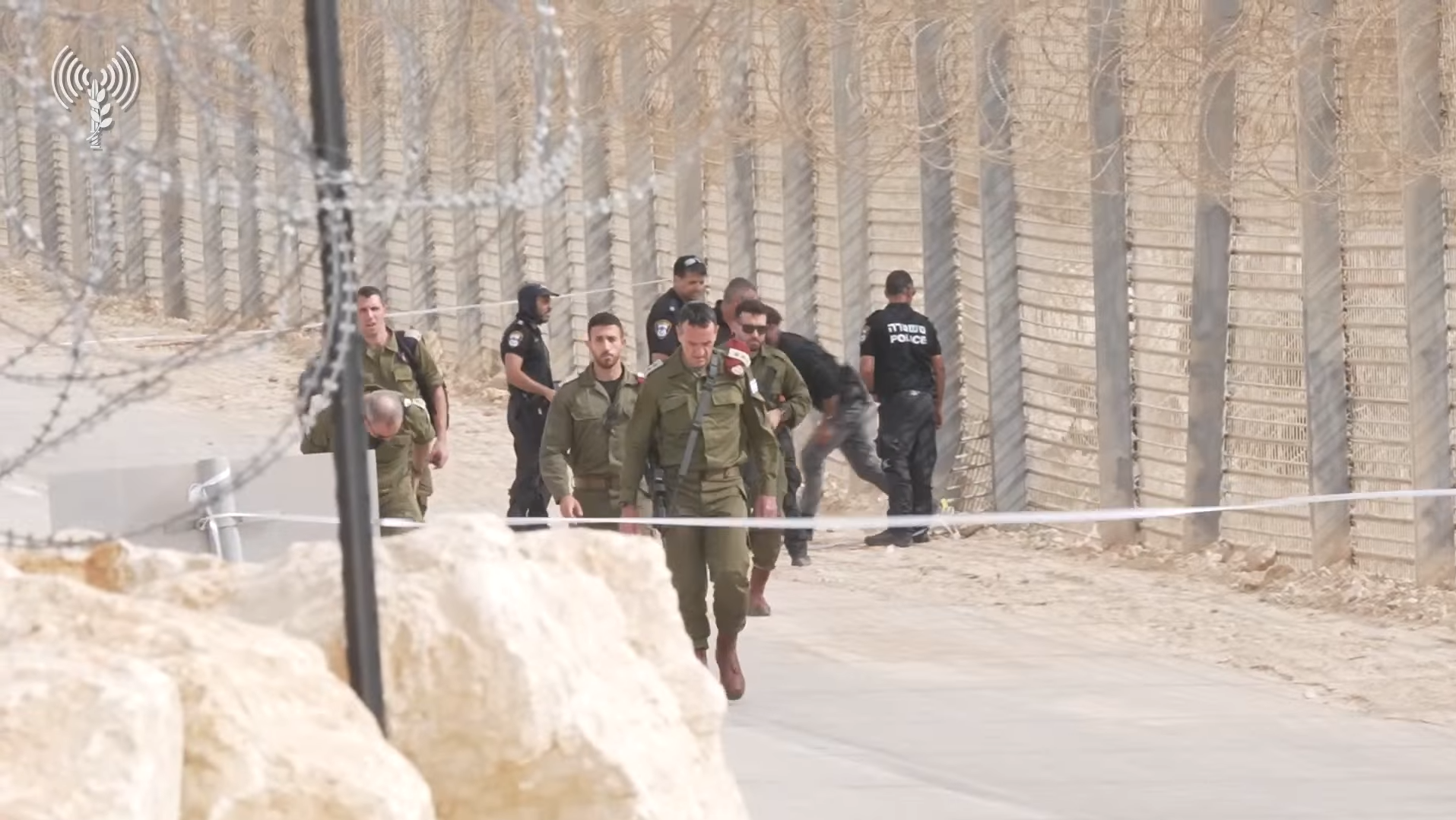
Enquète de Tsahal le lendemain de la fusillade (3 juin 2023)

La fusillade de 2023 à la frontière entre l'Égypte et Israël est survenue le 2 juin 2023 lorsqu'un policier égyptien a traversé la frontière égypto-israélienne en territoire israélien, tuant trois soldats israéliens et en blessant un autre avant d'être tué dans une fusillade avec Tsahal.

## Fusillade
Le policier a abattu deux membres des Forces de défense israéliennes qui tenaient un poste de garde. Une chasse à l'homme israélienne pour retrouver le tireur a été lancée et quelques heures plus tard, il a tué un soldat israélien et en a blessé un autre dans une fusillade. Le policier a été tué par balle au cours de la fusillade,. Le Guardian a rapporté que l'incident avait eu lieu autour du passage frontalier de Nitzana (en).

## Conséquences
Les autorités égyptiennes ont publié ce que la BBC a qualifié de « déclaration vague » affirmant que le policier participait à une poursuite anti-contrebande lorsqu'il a traversé la frontière,,. Une tentative de contrebande de drogue avait eu lieu des heures avant la fusillade. Les responsables israéliens ont déclaré avoir confisqué 1,5 million de shekels de marchandises du jour au lendemain. L'Égypte a exprimé ses condoléances à la famille des victimes et a déclaré qu'elle ouvrirait une enquête.